# جيناديوس الماسيلي
جيناديوس الماسيلي (بالفرنسية: Gennadius de Marseille)‏ هو مؤرخ كنسي وأسقف مسيحي من القرن الخامس الميلادي، سمي بالماسيلي نسبةً لمدينة ماسيليا (مرسيليا) في الغال والتي كان أسقف عليها. عاصر البابا جلاسيوس الأول، تكلم عن تاريخ الكنيسة في القرن الخامس وعن المجامع التي عقدت ضد نسطور وأوطاخي وبيلاجيوس وتكلم عن أعمال إفاغريوس البنطي وتيموثاوس الثاني بابا الاسكندرية، توفي في سنة 496.